# セネジーノ

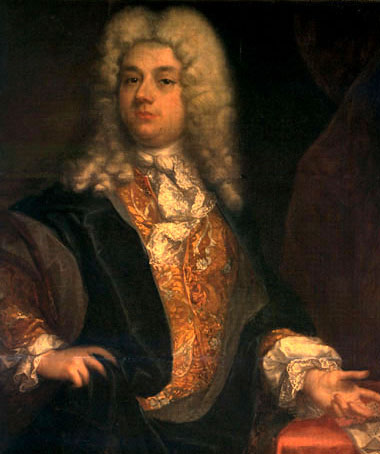
セネジーノの肖像

セネジーノ（Senesino）として知られるフランチェスコ・ベルナルディ（Francesco Bernardi、1680年ごろ? - 1759年1月27日以前）は、イタリアのカストラート歌手。主にロンドンで活動し、とくにヘンデルの多数のオペラで主役をつとめたことで知られる。

## 生涯

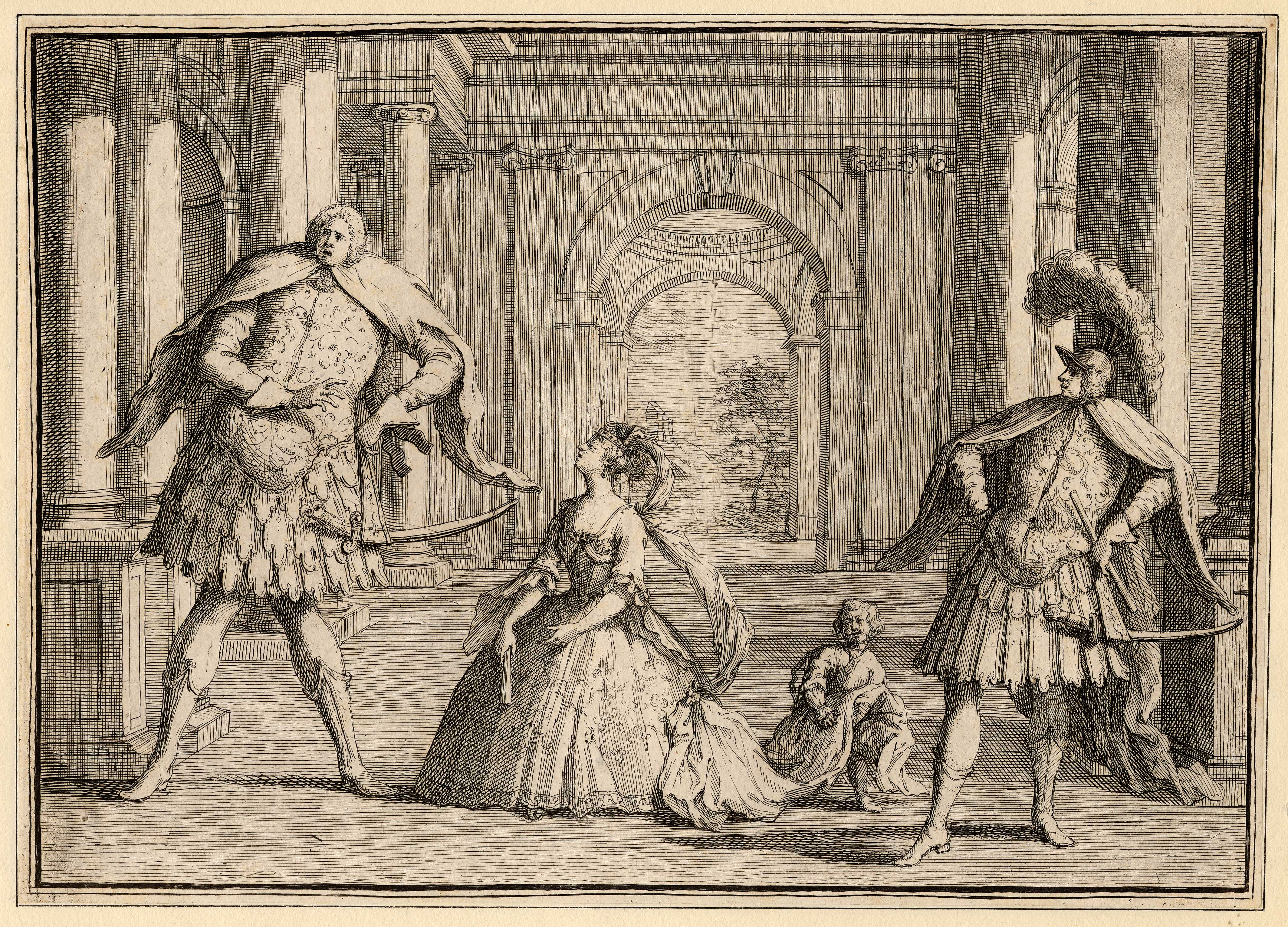
ヘンデル『フラーヴィオ』（1723年）のカリカチュア。左がセネジーノ、中央がフランチェスカ・クッツォーニ

セネジーノはシエーナで生まれた。セネジーノの名はおそらく出身地シエーナの形容詞形セネーゼ(senese)に由来する。はじめローマ、ジェノヴァ、ヴェネツィアなどで歌い、1715年ごろから有名になった。
1717年にドレスデンのザクセン選帝侯の宮廷劇場に高給で雇われたが、1720年に宮廷作曲家ハイニヒェンのオペラ『フラヴィオ・クリスポ』の中のアリアについてリハーサル中にセネジーノが文句をつけて楽譜を破いて捨てる事件が起き、その結果オペラは中止、セネジーノ他のイタリア人歌手は罷免された。実際にはそれ以前の1719年に高給で雇う交渉をヘンデルと行っており、ドレスデンでの契約を破棄するためにわざと騒動を起こした可能性がある。
1720年にロンドンに到着し、王室音楽アカデミーが倒産する1728年までの間、主役（プリモ・ウォーモ）として歌いつづけた。ロンドンのデビュー曲はボノンチーニの『アスタルト』（1720年11月19日）で、24回上演される大成功作品になった。セネジーノはヘンデルの17曲のオペラ（アカデミー倒産後の作品を含む）で主役を演じ、中でも『ジューリオ・チェーザレ』（1724年）や『アレッサンドロ』（1726年）で成功を収めた。ほかにアッティリオ・アリオスティのオペラなどでも歌った。セネジーノはオペラ歌手としては第一級だったが、その態度は横柄で、ヘンデルともプリマ・ドンナのクッツォーニとも衝突した。
1729年にヘンデルがハイデッガーとともにオペラの興業を再開したときにセネジーノはヘンデルと衝突を起こしてヴェネツィアにあったが、彼にかえて雇用したアントニオ・ベルナッキは不評に終わり、1400ギニーという高給で再びセネジーノはヘンデルのオペラやオラトリオを歌うことになった。セネジーノは1730年11月3日の『シピオーネ』（再演）からロンドンに復帰した。しかしながらヘンデルとセネジーノの仲は険悪になっていき、1733年に貴族オペラが結成されるとセネジーノを中心としてヘンデルの主要な歌手のほとんどが貴族オペラに移った。貴族オペラは翌1734年にはさらにファリネッリも雇って一時は順調に見えたが、結局1737年に倒産した。セネジーノはそれ以前にロンドンを去った。
セネジーノはイタリアに戻ってナポリのサン・カルロ劇場で歌い、また1739年にはフィレンツェのピッティ宮殿でマリア・テレジアと二重唱を歌っている。正確な没年は明らかでない。